# Trèbes
Trèbes (Trebes em occitano) é uma comuna francesa na região administrativa de Occitânia, no departamento de Aude. Estende-se por uma área de 16,36 km². Em 2010 a comuna tinha 5 695 habitantes (densidade: 348,1 hab./km²).

## Monumentos

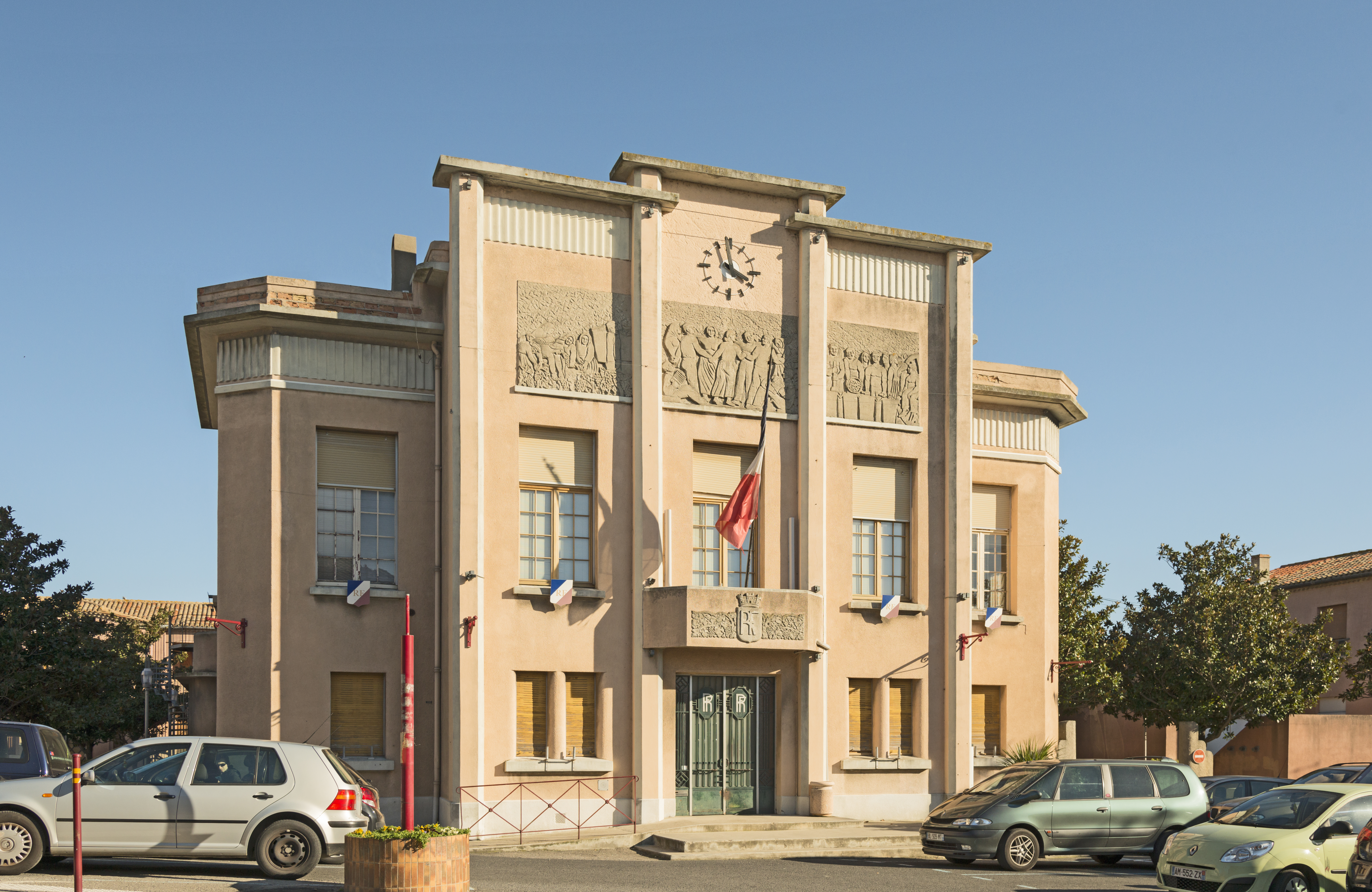
prefeitura
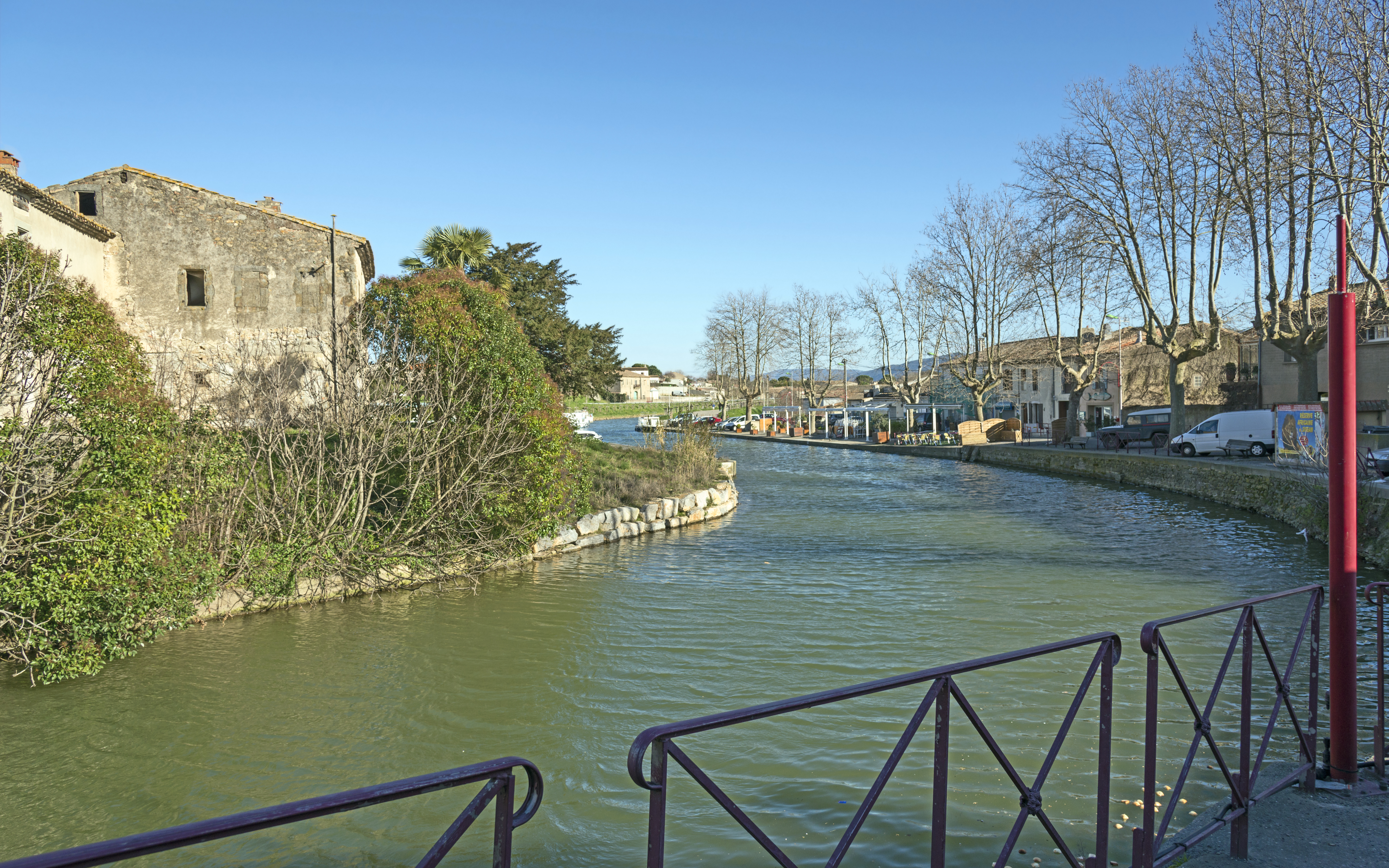
Canal du Midi
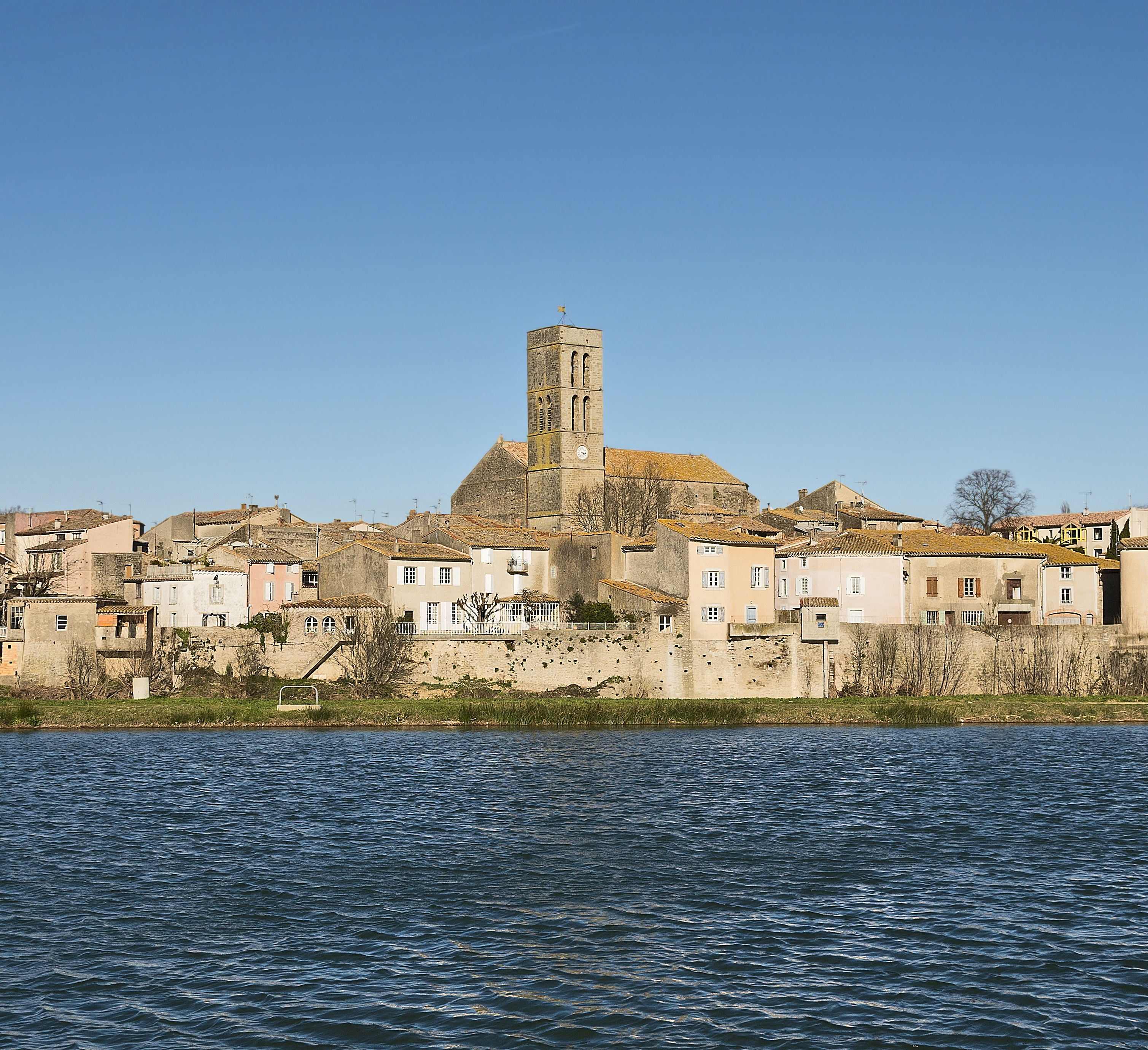
Igreja Saint-Étienne
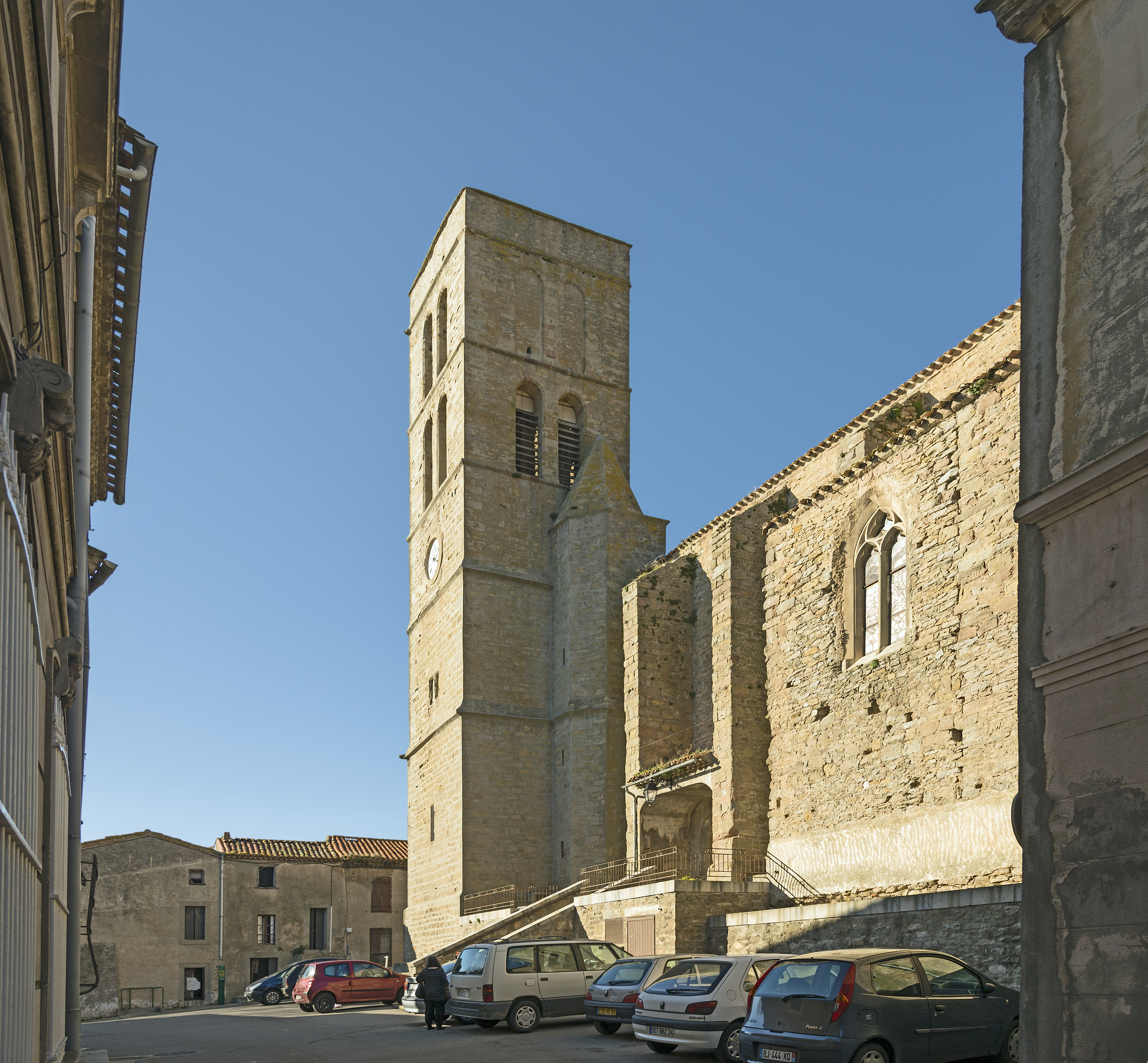